# Estadio Abogado Sergio Antonio Reyes Mejía
El Estadio Municipal Abogado Sergio Antonio Reyes Mejía ubicado en la ciudad de Santa Rosa de Copán es uno de los centros deportivos utilizado principalmente para el fútbol con que cuenta la República de Honduras.
El Estadio ha vivido varios momentos en primera división y actualmente está siendo remodelado.

## Historia
El Estadio Municipal Miraflores fue inaugurado con este nombre, en fecha 26 de enero de 1975, bajo solemnes actos y representación de la Alcaldía Municipal de la ciudad, miembros de la Comisión Nacional Pro Instalaciones Deportivas (CONAPID), Club Rotario Internacional, Fuerzas vivas y Oficiales Militares. El partido de fútbol inaugural lo realizaron los clubes EMPRICO como local, contra el Club Deportivo Olimpia.
En dicho estadio se han jugado encuentros futbolísticos de la Liga Vanguardia Occidental que es una liga de ascenso, a la Liga de Segunda División del Fútbol Hondureño. También encuentros amistosos como la Selección Nacional de Honduras que representó al país en el campeonato mundial de España 82. Aquí se han realizado tanto eventos deportivos y atléticos como conciertos de música e incluso campañas electorales, cristianas, etc. 
El Estadio Municipal es actual sede del club Deportes Savio equipo de fútbol de la Liga de Ascenso de Honduras, que ascendió por primera vez a la liga de privilegio en el año 2000; por tal motivo fue reacondicionado colocándole una sección de sillas, a las graderías de sombra oeste y se construyó las graderías de sol este, se reforzó los cercos de seguridad y se instalaron casetas para los cronistas deportivos de televisión y radio. Tampoco se puede olvidar que el "Estadio Municipal Miraflores" en su tiempo tanto el Club Deportivo Dandi y el Palestino Fútbol Club de Cortés, lo escogieron para sus encuentros como local, cuando estuvieron en la liga de primera división del fútbol hondureño por el calor y entusiasmo de los habitantes de Santa Rosa hacia el deporte rey.

### El Estadio Rebautizado
En el campeonato de Apertura 2010-2011, el "Estadio Miraflores" en fecha 14 de abril de 2010 fue rebautizado oficialmente por la Alcaldía Municipal por el nombre de: "Abogado Sergio Antonio Reyes Mejía" quien es nacido en la ciudad y en virtud de los esfuerzos y sacrificios sobrehumanos realizados por el Abogado Sergio, siendo Presidente del Club Savio y por su trayectoria en pro del deporte; entre sus palabras en su discurso manifestó: "...(El Savio) es como un hijo y lo lleva en el corazón". Esa noche después de los actos de ceremonia el Deportes Savio se enfrentó con el capitalíno Club Deportivo Motagua con el cual empató 0 - 0, frente a 2260 espectadores.

### Remodelación
El 4 de diciembre de 2024, con un presupuesto de más de 20 millones de lempiras y con el regreso del Deportes Savio a la ciudad, el Estadio es remodelado, en la Remodelación de se incluye: Grama Sintética, cabinas de transmisión, graderías, camerinos, baños, entre otros. Se espera que se finalice a mediados del 2025.

## Acomodaciones
El estadio cuenta con lo siguiente:
- Baños
- Graderías
- Sala de Transmisión
- Camerinos
- Caseta de Comidas
- Zona de Lavado